# Wolfgang Neumann (Künstler)
Wolfgang Neumann (* 29. März 1977 in Filderstadt) ist ein deutscher Künstler, Kunstvermittler, Dichter, Musiker und Songwriter.

## Leben
Von 1998 bis 2004 studierte Wolfgang Neumann an der Staatlichen Akademie der Bildenden Künste Stuttgart bei Moritz Baumgartl und Cordula Güdemann Malerei, Zeichnung und Intermediales Gestalten. Er lehrte an verschiedenen Gymnasien im Raum Stuttgart, an der Freien Kunstakademie Mannheim und der Pädagogischen Hochschule Ludwigsburg. Werke von Wolfgang Neumann wurden in zahlreichen Kunstvereinen, Galerien und Museen bundesweit gezeigt. Er ist Teil des Zeichnungsnetzwerks Linienscharen. Er lebt und arbeitet in Waiblingen und Stuttgart und betreibt in Waiblingen-Bittenfeld den Projektraum Bildzentrale.

## Werk
Wolfgang Neumanns Arbeiten sind vorwiegend gegenständlich und spiegeln Motive aus Kunstgeschichte, Medien, TV und Internet wider. Die mit sichtbarem Duktus gemalten und teils in dissonanten Farben gehaltenen Bilder spielen inhaltlich mit gegensätzlichen Lesarten, satirischen Brüchen und wortschöpferischen Titeln.
Neumanns Schwerpunkt liegt auf Malerei, Zeichnung und Druckgrafik; immer wieder stellte er zudem Videoarbeiten, Installation und Kleinplastik aus. Unter dem Pseudonym „GosNeu“ kollaboriert Wolfgang Neumann seit dem Jahr 2000 in unregelmäßigen Abständen mit dem Künstler Sven Gossel, dabei entstanden Musiktitel, Videos und Gemälde. Er schreibt Kurztexte, Gedichte und Songtexte, die in diversen Publikationen veröffentlicht wurden.
Von 1998 bis 2009 gehörte er der Mafioso-Groove-Pop-Band die drahtzieher an. Seit 2012 ist er Sänger, Komponist und Texter des Bandprojekts Art-Attacke, von dem 2014 das erste Album Gammel Royal erschien. 2021 änderte sich der Bandname zu "Aus dem Staub".
Der Kurzfilm Mal mir das Bild vom Tod, der ebenfalls in Zusammenarbeit mit Sven Gossel entstand, erreichte den 1. Platz des Kurzfilmfestivals der HdM Stuttgart im Jahr 2001.
Er erhielt das Stipendium des Landkreises Esslingen 2010–2013 und den Preis der Volks- und Raiffeisenbanken Ostalb 2021. Die Stadt Ludwigsburg verlieh ihm 2023 die Kulturehrung.
Arbeiten von Wolfgang Neumann befinden sich in zahlreichen öffentlichen und privaten Sammlungen international.
Der Schriftsteller Peter O. Chotjewitz veröffentlichte in Neumanns Zeichnungskatalog Richtlinie erstmals die Kurzgeschichte An Vetters Eckfenster. Er illustrierte den Erzählband Kopfstand und das Lesebuch Wir neuen Europäer des in Berlin lebenden türkischen Schriftstellers Aras Ören.
2010 entwickelte Neumann die Digitale Radierung, ein Verfahren Kaltnadelradierungen in einer Durchlichteinheit mittels eines Scanners zu erfassen und die Dateien auf großformatigen PVC-Planen zu plotten. Dazu fand 2016 eine umfassende Ausstellung im Hospitalhof Stuttgart statt.
2019 kooperierte er im Rahmen der Ausstellung Peace is Power (Museum der Bildenden Künste Leipzig) mit der Künstlerin Yoko Ono bei der partizipativen Arbeit Water Event.
Wolfgang Neumann ist Mitglied im Künstlerbund Baden-Württemberg und im Deutschen Künstlerbund.

## Ausstellungen

### Einzelausstellungen
2023
- Instantru, Museum Haus Hövener / Kunstverein, Brilon
- Abtropfgewicht, Städtische Galerie im Schloss Donzdorf
- Flowsen, Oberlichtsaal Sindelfingen
- Geiselschmitz, Galerie im Alten Bau, Städtische Galerie Geislingen
- Standing by (mit Corinna Theuring), Galerie Tobias Schrade Ulm

2022
- Rafen, Gmünder Kunstverein
- Nuftlummer, Galerie Grandel, Mannheim
- Messe Art-Solo, Taipei (Taiwan)

2021
- Hammer+Tanz, Schloss Fachsenfeld, Aalen [K]
- Scheibenweise, Poly Gallery, Karlsruhe

2020
- Canvasationen (Wolfgang Neumann / Johannes Braig), Galerie Grandel, Mannheim
- Schnitt/stellen (Wolfgang Neumann / Gez Zirkelbach), Willi-Bleicher-Haus, Stuttgart

2019
- Mudd, Galerie der Stadt Ehingen
- Sollbruchstelle (mit Tillmann Damrau) Schacher - Raum für Kunst, Stuttgart
- Derivate, Künstlerbund, Tübingen

2018
- True de Force, Städtische Galerie im Schlosspark, Tettnang
- TrapSmashTrap, (Wolfgang Neumann / Julia Wenz), Q Galerie, Schorndorf
- Bloom, Egbert Baqué Contemporary, Berlin
- Kompressionismus, Galerie im Helferhaus, Backnang
- reizend, (kabinett) Kunstverein Böblingen

2017
- Brüche und Blüten (mit Cordula Güdemann), Kunstverein, Schloss ob Ellwangen [K]

2016
- Spülsaum, Malerei und Zeichnung, Galerie Grandel, Mannheim
- frizzant brisant, Hospitalhof, Stuttgart [K]
- Virtual Earthlings II, Show-Room, Ravensburg [K]

2015
- Geriatric Playground, Oberwelt e.V., Stuttgart [K]
- Supermachtlos, Graphothek Stuttgart, Stadtbibliothek am Mailänder Platz, Stuttgart [K]

2014
- Flashlight & Blackout, Egbert Baqué Contemporary Art, Berlin [K]
- Virtual Earthlings, Kunstverein Ludwigsburg, MIK Ludwigsburg
- Holiday on eyes, Galerie Tobias Schrade, Ulm [K]
- Neue Helden (mit Axel Teichmann), Galerie Schacher - Raum für Kunst, Stuttgart
- Kopfstand (zum 75. Geburtstag von Aras Ören), Egbert Baqué Contemporary Art, Berlin [K]

2013
- Labile Seitenlage, Stadtgalerie Markdorf
- Peak Flow, Dettinger Kulturpark, Plochingen [K]
- Rag Time, Galerie Grandel, Mannheim
- Ho Spital Collateral, Stadtmuseum im Spital, Crailsheim

2012
- Manege à Deux (mit Jim Avignon), Schacher-Raum für Kunst [Faltblatt]
- RAM PiXXS, Show-Room, Ravensburg [K]

2011
- Viva Navi Naiv, Museum im Kleihues-Bau, Kornwestheim [K]
- Big Chewseum, Egbert Baqué Contemporary Art, Berlin

2010
- Hello, Goodbye, Städtische Galerie Filderstadt
- Guantanomera, Artary Galerie, Stuttgart
- Seitenstechen, Projektraum Knut Osper, Köln
- Sürpression, Kunstverein Worms [K]

2009
- Richtlinie, Kunstverein Heidenheim [K]
- Große Nachfrage, Egbert Baqué Contemporary Art, Berlin
- Ballaststoffe, Kunstzentrum Karlskaserne, Ludwigsburg [K]

2008
- Humoralpathologie (GosNeu), Galerie Oberwelt, Stuttgart
- Dauerwelle, SWR-Galerie, Stuttgart
- zerklärungsbedürftig, Kunstverein Trier
- mittelbemindert, Städtische Galerie Ostfildern [K]

2007
- Exclursion, Galerie Stefan Denninger, Berlin
- Bärendienst (GosNeu), Kunstverein Immodestia, Ludwigsburg [K]
- Wenn das keine Stimmung ist, Galerie Kunst-Raum, Essen

2006
- WANWIZ, Galerie fineArts2219, Stuttgart [K]
- Nogo, Galerie Brötzinger Art, Pforzheim
- Refluxzone, Kunstverein Brühl

2005
- Die Didaktur, Galerie der PH-Ludwigsburg

2004
- Salon des Independanten, Kunstverein Ludwigsburg
- Die kleine Extraportion, kleine Galerie Bad Waldsee

2003
- 2+2=5, Reihe 22 im Künstlertreff, Stuttgart

2002
- Singled Out, Galerieverein Leonberg [K]
- Megalomania daheim, Atelier Unsichtbar Stuttgart

2001
- Fabian, Galerie in der Zehntscheuer Zuffenhausen, Stuttgart [K]

### Ausstellungsbeteiligungen
2022
- Hü und Hott, VuDaK, Budapest (HU)
- Courage&Hope, Moving School, Königs-Galerie Kassel [K]
- Wiedmann Open, Galerie Wiedmann Stuttgart Bad Cannstatt
- Perspektivwechsel, Kunstzentrum Karlskaserne Ludwigsburg [K]

2021
- Der Fisch in der Pfanne, Stadtgalerie Markdorf
- 2. Südwestdeutscher Kunstpreis, Kreissparkasse Esslingen
- Die Nacht 2, Galerie im Helferhaus, Backnang
- Rue des Arts - Trame de soi, Cours des Arts, Tulle (FR) [K]
- 25 Jahre Galerie Tobias Schrade, Ulm
- Lügen und andere Wahrheiten, Q Galerie Schorndorf

2020
- Neu(n)! Best of 2011-2020, Schacher - Raum für Kunst, Galerienhaus Stuttgart
- Anslicht, Neuerwerbungen, Helferhaus Backnang
- Was meinen Sie, Frau Hoffmann? 25jahreklassencordulagüdemann, Abt-Art, Stuttgart [K]
- KIND!, Kloster Schussenried [K]
- PLUG IN, Der Künstlerbund Baden-Württemberg in der Landesvertretung Ba-Wü, Berlin
- fünfundzwanzigjahreklassencordulagüdemann, Galerie Schrade, Schloss Mochental, Ehingen [K]
- 18 Meter Kunst, Wagenhallen Stuttgart

2019
- Alptraum, La Estacion Gallery, Chihuahua (Mexico)
- Alptraum, Fine art Complex, Tempe (Arizona/USA)
- Muscles of Artistry, Raum für Malerei, Zürich (CH)
- Water Event, Peace is Power - Yoko Ono, MdBK, Leipzig [K, Faltblatt]
- Seiten|Räume, Städtische Galerie Ostfildern, Hospitalhof Stuttgart, Museum Ritter Waldenbuch
- Die Durchblicker, Stadtteilbibliothek Stuttgart Neugereut
- Flüchtige Entwürfe, Deutscher Künstlerbund, Berlin
- 25 Jahre Stipendium, Städtische Galerie Filderstadt/LRA Esslingen
- Jagdgründe, Q Galerie Schorndorf
- Querschnitt, Galerie im Prediger, Schwäbisch Gmünd

2018
- Surprise, Egbert Baqué Contemporary, Berlin
- Intermezzo, Egbert Baqué Contemporary, Berlin
- 25 Jahre Stipendium, Kulturzentrum Baltmannsweiler, Galerie der Stadt Wendlingen
- Glory Glory Hallelujah!, Oberwelt e.V., Stuttgart
- Linienscharen Seiten/Räume, Württembergischer Kunstverein, Stuttgart
- Linienscharen Zeichen/Spuren, Graphothek, Stuttgart
- Linienscharen Ströme/Sammlungen, Schriftstellerhaus Stuttgart

2017
- Danke!, Stadthalle / Rathausgalerie Aalen [K]
- Strada de'll arte, Metamorfosi Gallery, Vicenza, Italien
- Präsenz, Kritik, Utopie, Württembergischer Kunstverein, Stuttgart
- 25 Jahre Stipendium, Kulturpark Dettinger, Plochingen u. a. [K]
- ...Gefahr ins Leere zu stürzen, Oberwelt e.V., Stuttgart
- Linienscharen, Atelierhaus Wilhelmstraße 16, Stuttgart
- u.A.w.G., Majolika Manufaktur Karlsruhe, Karlsruhe
- The Vitesse Collection, RAE space for contemporary Art, Lentzke
- Querschnitt, Galerie im Prediger, Schwäbisch Gmünd
- 001530, Q Galerie, Schorndorf

2016
- Fremdkörper, Schacher - Raum für Kunst, Stuttgart ("Die Kunst zu handeln" – Künstlerbund Baden-Württemberg) [K]
- Rückblick-Ausblick, Galerie Tobias Schrade, Ulm
- Bob´s Room, Egbert Baqué Contemporary, Berlin
- Rue des Arts - Trame de soi, Cours des Arts, Tulle, France [K]
- Facing The Future, Egbert Baqué Contemporary, Berlin
- Alptraum-Nightmare(14), RAE (HQ), space for contemporary art, Berlin
- Black Star Release, Meistersaal Hansa-Studios, Berlin
- MANIFESTINA, ("Manifestina March")(curated by Maurizio Cattelan, invited by Artist Jan-Hendrik Pelz), Artbox Thalwil, CH
- Manifestina, Palermo Galerie, Stuttgart
- Losing Control/Verliebte Künstler, Projektraum AKKU, Stuttgart
- Differenzierbare Mannigfaltigkeiten, Linienscharen, Württembergischer Kunstverein, Stuttgart

2015
- Alptraum, Goa, Salon de Lirio, velhavillavelim, Goa, Republic of India
- Art Karlsruhe 2015, mit Galerie Tobias Schrade
- Fliegender Wechsel (Shipping Closer), Gedok, Stuttgart
- Alle!, Künstlerbund Baden-Württemberg, Städtische Galerie Karlsruhe [K]

2014
- Wunderkammer Vinyl, Oberwelt, Stuttgart
- Wurzeln weit mehr Aufmerksamkeit widmen, (7) Kunstwerk Köln, (8) Honsellbrücke Frankfurt [K]
- Im Überblick, Kunstverein Germersheim
- 28. Kunstpreis, Kreissparkasse Esslingen-Nürtingen, Kirchheim/Teck
- Kunstauktion PREDA-Stiftung, Ravensburg [K]
- Here Today, There Tomorrow, The Municipal Gallery, Givatayim, Israel [K]
- Alptraum, UGM Maribor Art Gallery, museum for modern and contemporary art, Maribor, Slovenia
- Abracadabra, Egbert Baqué Contemporary Art, Berlin
- Gott und die Lust zur Mechanik, Museum im Kleihues-Bau, Kornwestheim [K]
- 2041-Endlosschleife, Württembergischer Kunstverein, Stuttgart
- There´s a bluebird in my heart, Egbert Baqué Contemporary Art, Berlin
- Shipping Closer, Faculty of Fine Arts, University of Technology, Brno, Czech Republic

2013
- Museum für aktuelle Kunst – Sammlung Hurrle, Durbach
- Hauptstraße - Tribute to David Bowie, Egbert Baqué Contemporary Art, Berlin
- Linienscharen - Alle feat. arrangierte Ehen, Württembergischer Kunstverein, Stuttgart
- Wurzeln weit mehr Aufmerksamkeit widmen (3), Kunstraum Bad Cannstatt
- aus ernst wird spaß…das ironische in der kunst, Projektraum Deutscher Künstlerbund, Berlin
- Die Büchse der Pandora, Oberwelt, Stuttgart
- Wurzeln weit mehr Aufmerksamkeit widmen (4), Poly Karlsruhe
- Repertoire, Galerie Grandel, Mannheim
- Wurzeln weit mehr Aufmerksamkeit widmen (5), Messe Preview, Berlin
- Das Antlitz, Württembergischer Kunstverein, Stuttgart
- Wurzeln weit mehr Aufmerksamkeit widmen (6), Museum Lytke, Leipzig
- Take a Walk on the Wildside, Egbert Baqué Contemporary Art, Berlin

2012
- Zeigen. Eine Audiotour (kuratiert von Karin Sander), Staatliche Kunsthalle Karlsruhe

2011
- 7 Räume – 7 Maler, Kunstverein Ellwangen [K]
- Carte Blanche, Künstlerbund Baden-Württemberg, Städtische Galerie Offenburg [K]
- Stuttgart 21, Galerie Tobias Schrade, Ulm
- Urbanes Leben, Württembergischer Kunstverein, Stuttgart

2009
- Messe KIAF, Seoul, Südkorea
- nimm3, Galerie Carolyn Heinz, Hamburg
- Bob, Egbert Baqué Contemporary Art, Berlin

2008
- Messe KIAF, Seoul, Südkorea
- 2020, Galerie Brötzinger Art, Pforzheim

2007
- Du liebes Tier, Galerie Kunst-Raum, Essen
- Andere Ebenen, Projektraum Knut Osper, Köln
- Messe Jam-Art, Mallorca
- Dialoge, Galerie Schlichtenmaier, Schloss Dätzingen, Grafenau

2006
- Index_06, Galerie Kunst-Raum, Essen
- Wolfgang Neumann + Max Diel, Galerie Stefan Denninger Berlin
- 4 im Kreis, Künstlerbund Baden-Württemberg, Sulz am Neckar [K]

2005
- Paint It Loud, Galerie Tedden, Oberhausen [K]
- Humorror, Shedhalle Tübingen
- Shopping, Galerie der Stadt Backnang [K]
- Es ist gesund, Galerie Tedden, Düsseldorf

2004
- Geteilte Ansichten, Galerie der Stadt Sindelfingen (Maichingen)
- Denken viel-im Raum zwischen Büchern und Bildern, Wilhelmspalais, Stuttgart [K]

2001
- Triennale für zeitgenössische Kunst Oberschwaben, Braith-Mali-Museum, Biberach [K]
- Karikatur u. kritische Graphik, A. Paul Weber-Museum, Ratzeburg

## Veröffentlichungen
monografische Kataloge
- Links zu Fabian, 2001
- Kugelsicher 2004
- WANWIZ 2006, deutsch/englisch, ISBN 3-86678-037-0, Kerber-Verlag Bielefeld/Leipzig
- Bärendienst (GosNeu) 2007
- mittelbemindert 2008, deutsch/englisch ISBN 978-3-86678-143-6, Kerber-Verlag Bielefeld/Leipzig, erschienen zur Ausstellung in der Städtischen Galerie Ostfildern
- Ballaststoffe, 2009, ISBN 3-9806519-4-0
- Richtlinie, 2009, Verbrecher Verlag, Berlin, ISBN 978-3-940426-44-4, erschienen zur Ausstellung im Kunstverein Heidenheim
- Sürpression, 2010, Traumbuch-Verlag, Marbach, ISBN 978-3-941198-03-6, erschienen zur Ausstellung im Kunstverein Worms
- Viva Navi Naiv, 2011, Die Neue Sachlichkeit, Lindlar, ISBN 978-3-942139-26-7, erschienen zur Ausstellung im Museum im Kleihues-Bau Kornwestheim
- RAM PiXXS, 2012, VBKW, Stuttgart, ISBN 978-3-942743-11-2, erschienen zur Ausstellung im Show-Room Ravensburg
- Labile Seitenlage, 2013, Kunstverein Markdorf, Markdorf, ISBN 3-9807093-45, erschienen zur Ausstellung in der Stadtgalerie Markdorf
- Peak Flow, 2013, Landkreis Esslingen, Esslingen, ISBN 978-3-924123-85-7, mit einem Text von Tilman Osterwold, erschienen zur Ausstellung im Kulturpark Dettinger, Plochingen
- Flashlight&Blackout, 2014, Edition Randgruppe, Stuttgart, ISBN 978-3-981-372-892, mit einem Interview, erschienen zur Ausstellung bei Egbert Baqué Contemporary, Berlin
- Geriatric Playground, 2015, Edition Randgruppe, Stuttgart, erschienen zur Ausstellung in der Oberwelt, Stuttgart
- Supermachtlos, 2015, Graphothek Stuttgart, Verbrecher-Verlag Berlin
- Frizzant Brisant, 2016, Hospitalhof, Stuttgart
- Virtual Earthlings, 2016, Showroom Ravensburg
- True de Force, 2020, Edition Randgruppe, Stuttgart

## Sammlungen (Auswahl)
- Staatsgalerie Stuttgart
- Regierungspräsidium Stuttgart
- Graphothek Stuttgart
- LBBW Landesbank Baden-Württemberg
- Landkreis Esslingen
- Museen der Stadt Kornwestheim
- Kunstsammlung der Stadt Bad Waldsee
- Kunstsammlung der Stadt Ludwigsburg
- Kunstsammlung der Stadt Ostfildern
- Sammlung der Stadt Ehingen
- Sammlung der Kreissparkasse Ludwigsburg
- Sammlung der Hypo-Bank
- Sammlung Helferhaus, Backnang
- Börse AG, Stuttgart
- Südzucker AG
- Stadtwerke Aalen
- Akademie der Künste, Berlin